# ティモシー・ハットン
ティモシー・ハットン（Timothy Hutton, 1960年8月16日 - ）は、アメリカ合衆国の映画監督・俳優。父は俳優のジム・ハットン。
1980年代初頭より青春アイドルとして人気を博し、1980年の『普通の人々』では弱冠20歳にしてアカデミー助演男優賞を受賞。近年まで変らぬ活躍を見せている。1986年にデブラ・ウィンガーと結婚したが、1989年に離婚した。

## 経歴
カリフォルニア州ロサンゼルスのマリブ出身。幼い頃に両親の離婚を経験。当初は母親に育てられていたが、演技の道に進む事を決意し16歳のとき父の援助もあり俳優として活動を始めた。以後、巡業型の劇団やTVを中心に活躍。父の死後、1980年に映画『普通の人々』の息子役に大抜擢され、この作品の成功で一躍スターダムに躍り出た。
『タップス』や『ロングウェイ・ホーム』など主演作が次々と日本に上陸。後者はTV規模ながら、日本でも劇場公開された。
1987年主演作『メイド・イン・ヘブン』以降は、ややキャリアの浮き沈みが見られるようになった。2000年以降はTVでも多く主演し、なかでも『グルメ探偵ネロ・ウルフ』シリーズや、『レバレッジ 〜詐欺師たちの流儀』などがシーズンを重ねている。
最近では、ミュージックビデオの監督や演出も行っている。俳優としては、ロマンティックな役柄から屈折した犯罪者、憎まれ役など演技派としても活躍している。
その他の主な代表作に、青春ラブコメディ『ビューティフル・ガールズ』、TVドラマではSF異色ヒューマンドラマ『5デイズ』などがある。

### プライベート
1986年に女優のデブラ・ウィンガーと結婚し、翌年息子が生まれている。1990年に離婚。2000年にイラストレーターのオロール・ジスカール・デスタン（元フランス大統領ヴァレリー・ジスカール・デスタンの姪）と再婚し、翌年息子が生まれている。2009年のインタビューでは、すでに2人は別居していることを明かしている。アンジェリーナ・ジョリーと交際していたこともある。

## フィルモグラフィ

### 映画
| 公開年 | 邦題 原題                                              | 役名                                                  | 備考                                                           |
| ------ | ------------------------------------------------------ | ----------------------------------------------------- | -------------------------------------------------------------- |
| 1980   | 普通の人々 Ordinary People                             | コンラッド・ジャレット                                | アカデミー助演男優賞 受賞 ゴールデングローブ賞 助演男優賞 受賞 |
| 1981   | ロングウェイ・ホーム A Long Way Home                   | ドナルド・ブランチ・ブース                            | テレビ映画                                                     |
| 1981   | タップス Taps                                          | ブライアン・モアランド                                |                                                                |
| 1984   | アイスマン Iceman                                      | スタンリー・シェパード                                |                                                                |
| 1985   | コードネームはファルコン The Falcon and the Snowman    | クリストファー・ボイス                                |                                                                |
| 1985   | ターク182 Turk 182                                     | ジミー・リンチ                                        |                                                                |
| 1987   | メイド・イン・ヘヴン Made in Heaven                    | Mike Shea/Elmo Barnett                                |                                                                |
| 1988   | デスティニー/愛は果てしなく A Time of Destiny          | ジャック                                              |                                                                |
| 1988   | 熱き愛に時は流れて Everybody's All-American            | ドニー・ケイク                                        |                                                                |
| 1990   | Q&A                                                    | アル・フランシス・ライリー                            |                                                                |
| 1993   | 派遣秘書 The Temp                                      | ピーター                                              |                                                                |
| 1993   | ダーク・ハーフ The Dark Half                           | サディアス（サッド）・ボーモント / ジョージ・スターク |                                                                |
| 1995   | フレンチ・キス French Kiss                             | チャーリー                                            |                                                                |
| 1995   | 甘い囁き The Last Word                                 | マーティン・ライアン                                  |                                                                |
| 1996   | ビューティフル・ガールズ Beautiful Girls               | ウィリー・コンウェイ                                  |                                                                |
| 1996   | 大いなる相続 The Substance of Fire                     | マーティン                                            |                                                                |
| 1997   | バッドデイズ City of Industry                          | リー                                                  |                                                                |
| 1997   | 不法執刀 Playing God                                   | レイモンド・ブロッサム                                |                                                                |
| 1998   | 凍った朝にスパイを撃て! Aldrich Ames: Traitor Within   | アルドリッチ・エイムス                                | テレビ映画                                                     |
| 1999   | 将軍の娘/エリザベス・キャンベル The General's Daughter | ウィリアム・ケント                                    |                                                                |
| 2000   | 計画殺人/修正条項第1条 Deliberate Intent               | ロッド                                                | テレビ映画                                                     |
| 2001   | WW3/ワールド・ウォー3 WW3                              | ラリー・サリヴァン                                    | テレビ映画                                                     |
| 2004   | サンシャイン・ステイト 5ive Days to Midnight           | ジャック・メドウズ                                    |                                                                |
| 2004   | シークレット ウインドウ Secret Window                  | テッド・ミラー                                        |                                                                |
| 2004   | 愛についてのキンゼイ・レポート Kinsey                  | ポール・ゲブハルト                                    |                                                                |
| 2006   | ラスト・ホリディ Last Holiday                          |                                                       |                                                                |
| 2006   | イレイザー The Kovak Box                               | デヴィッド・ノートン                                  |                                                                |
| 2006   | グッド・シェパード The Good Shepherd                   | トーマス・ウィルソン                                  |                                                                |
| 2007   | ミムジー/未来からのメッセージ The Last Mimzy           | デヴィッド・ワイルダー                                |                                                                |
| 2008   | アルファベット・キラー The Alphabet Killer             | リチャード・レッジ                                    |                                                                |
| 2009   | 実験室KR-13 The Killing Room                           | クロフォード・ヘインズ                                |                                                                |
| 2009   | 男と女の取り扱い説明書 Serious Moonlight               | イアン                                                |                                                                |
| 2010   | マルチ・サーカズム Multiple Sarcasms                   | ガブリエル                                            |                                                                |
| 2010   | ゴーストライター The Ghost Writer                      | シドニー・クロール                                    |                                                                |
| 2017   | ゲティ家の身代金 All the Money in the World            | オズワルド・ヒンジ                                    |                                                                |
| 2018   | ビューティフル・ボーイ Beautiful Boy                   | ドクター・ブラウン                                    |                                                                |
| 2020   | グロリアス 世界を動かした女たち The Glorias            | レオ・スタイネム                                      |                                                                |
| 2022   | 自由への道 Emancipation                                |                                                       | ポストプロダクション                                           |

### テレビシリーズ
| 放映年    | 邦題 原題                                                            | 役名                   | 備考                            |
| --------- | -------------------------------------------------------------------- | ---------------------- | ------------------------------- |
| 2001-2002 | グルメ探偵ネロ・ウルフ A Nero Wolfe Mystery                          | アーチー・グッドウィン | 27エピソードに出演              |
| 2004      | 5デイズ 5ive Days to Midnight                                        | J・T・ニューメイヤー   | ミニシリーズ                    |
| 2006-2007 | キッドナップ Kidnapped                                               | コンラッド・ケイン     | 13エピソードに出演              |
| 2008-2012 | レバレッジ 〜詐欺師たちの流儀 Leverage                               | ネイサン・フォード     | 主演、76エピソードに出演        |
| 2015      | アメリカン・クライム American Crime                                  | ラス・スコーキー       | 11エピソードに出演              |
| 2016      | American Crime                                                       | ダン・サリヴァン       | 10エピソードに出演              |
| 2017      | American Crime                                                       | ニコラス・コーツ       | 5エピソードに出演               |
| 2018      | トム・クランシー/CIA分析官 ジャック・ライアン Tom Clancy's Jack Ryan | シンガーCIA長官代理    | リカーリング、5エピソードに出演 |
| 2018      | ザ・ホーンティング・オブ・ヒルハウス The Haunting of Hill House      | ヒュー・クレイン       | 6エピソードに出演               |
| 2018-2019 | 殺人を無罪にする方法 How to Get Amay with Murder                     | エメット・クロフォード | 15エピソードに出演              |

### 監督
| 公開年 | 邦題 原題                              | 担当 | 備考                                 |
| ------ | -------------------------------------- | ---- | ------------------------------------ |
| 1988   | 世にも不思議なアメージング・ストーリー | 監督 | 想い出のラブ・ソング Grandpa's Ghost |
| 1998   | ウィズ・ユー Digging to China          | 監督 |                                      |

## 参照
1. ↑  "It's Over!" US Weekly (July 20, 2009).
2. ↑  Cahalan, Susannah (2010年8月1日). “Angelina: The girl with the bangin' tattoo”. New York Post 2010年8月28日閲覧。